# Cmentarz żydowski w Zelowie
Cmentarz żydowski w Zelowie – kirkut, który znajdował się przy obecnej ul. Leśnej w Zelowie.
Cmentarz zajmował powierzchnię 0,5 ha. Nie wiadomo dokładnie kiedy powstał. Uległ całkowitemu zniszczeniu podczas II wojny światowej. Macewy wyrwane z cmentarza wykorzystano do budowy chodnika w pobliskim Buczku. Płytami żydowskich nagrobków utwardzono także ziemię w bramie przy ul. Kościuszki, gdzie rezydowało gestapo. Po wojnie na jego terenie zorganizowano kopalnię piasku.